# 정농회
정농회는 경천애인의 진리를 농업으로 구현하여 국민의 건강증진과 건전생활풍토 조성 목적으로 1976년 1월23일 창립되었다.(1996년 10월 28일 대한민국 농림수산식품부로부터 사단법인 설립인가를 받았다) 현재 사무실은 충남 홍성군 홍동면 운월리 792-6 갓골생태농업연구소 내에 있다.

## 주요 사업
- 생명역동농법의 연구개발 및 실천과 교육
- 생명역동농업에 의한 농산물의 생산 및 유통
- 소비시민에 대한 교육 및 홍보
- 친환경농법의 연구, 개발, 보급 활성화
- 유관단체 및 국제교류단체와의 교류확산
- 엄격한 친환경농산물 인증 실시